# Arthur Saxon
Arthur Saxon właśc. Arthur Hennig (ur. 28 kwietnia 1878 w Lipsku, zm. 6 sierpnia 1921 w Duisburgu) – niemiecki strongman i artysta cyrkowy.

## Życiorys
W 1897 wraz ze swoimi braćmi Kurtem i Hermannem dołączył do grupy siłaczy, organizowanej przez Arno Patschke do występów na arenie cyrkowej. Razem występowali jako Saxon Trio, początkowo w Niemczech, a następnie w innych krajach Europy Zachodniej. W czasie jednego z pokazów Arthur podniósł jedną ręką obu swoich braci, siedzących na sztandze. W czasie pokazów zachęcał widzów, aby rywalizowali z nim w podnoszeniu ciężarów. Do Saxona należy rekord świata w wyciskaniu ciężaru techniką bent press (tzw. wyciskanie w pochyleniu, lub pochylone). Saxon podniósł w ten sposób 168 kg (370 lbs). W 1898 Saxon rzucił wyzwanie najbardziej znanemu ówczesnemu siłaczowi Eugenowi Sandow twierdząc, że potrafi podnosić większe ciężary niż ten ostatni. Do bezpośredniej rywalizacji między nimi nie doszło.

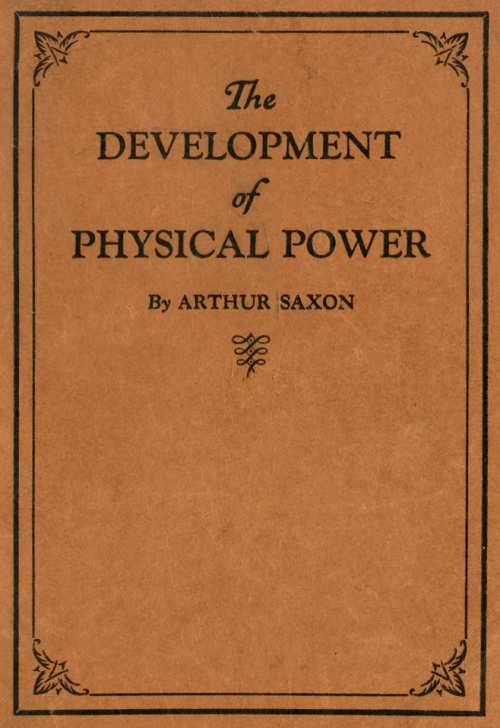
The Development of Physical Power (1905)

W 1905 Saxon opublikował książkę The Development of Physical Power, w których opisał stosowane techniki podnoszenia ciężarów. Do książki dołączono kilkadziesiąt zdjęć z treningów Saxona. Pięć lat później wydał kolejne dzieło The Book of Weight-Lifting, w którym opisał nie tylko techniki podnoszenia, ale także psychologiczne aspekty treningu podnoszenia ciężarów.
W czasie I wojny światowej służył na froncie, gdzie cierpiał z powodu niedożywienia. Po zakończeniu wojny próbował kontynuować karierę, ale uniemożliwił mu to pogarszający się stan zdrowia, spowodowany rozwijającą się gruźlicą.